# Dariyabad
Dariyabad é uma cidade e uma nagar panchayat no distrito de Barabanki, no estado indiano de Uttar Pradesh.

## Demografia
Segundo o censo de 2001, Dariyabad tinha uma população de 15,661 habitantes. Os indivíduos do sexo masculino constituem 52% da população e os do sexo feminino 48%. Dariyabad tem uma taxa de literacia de 47%, inferior à média nacional de 59.5%: a literacia no sexo masculino é de 54% e no sexo feminino é de 41%. Em Dariyabad, 17% da população está abaixo dos 6 anos de idade.